# 2012년 세계 박람회
2012년 여수 세계 박람회(Expo 2012 Yeosu)는 2012년 5월 12일부터 8월 12일까지 전라남도 여수시에서 개최된 세계 박람회로 대한민국에서는 대전에서 개최된 1993년 세계 박람회 이후 19년만에 2번째로 치러진 국제박람회기구(BIE) 인정 박람회이다.

## 개요
- 명칭: 2012여수세계박람회(International Exposition Yeosu Korea 2012, EXPO 2012 YEOSU KOREA)
- 조직위원장: 강동석
- 주제: 살아있는 바다 숨쉬는 연안(영어: The Living Ocean and Coast)
- 주제가: 아이유 - 바다가 기억하는 얘기
- 마스코트: 여니, 수니
- 장소: 여수시 신항 지구 174만m2 - 전시구역 25만m2
- 기간: 2012년 5월 12일 ~ 8월 12일 (93일간)
- 도입 시설: 주제관, 국제관, 한국관, 해양생물관, 국제기구관, 스카이타워, 빅오 등
- 참가 규모: 105개국, 10개 국제기구

| 대륙별            | 나라 수                   | 나라 이름 |
| ----------------- | ------------------------- | --- |
| 유럽              | 20                        | 우크라이나, 터키, 아제르바이잔, 스위스, 독일, 스페인, 카자흐스탄, 루마니아, 네덜란드, 노르웨이, 타지키스탄, 벨기에, 이탈리아, 덴마크, 프랑스, 러시아, 리투아니아, 모나코, 아르메니아, 스웨덴, 투르크메니스탄                                                             |
| 미주              | 20                        | 파나마, 가이아나, 엘살바도르, 과테말라, 도미니카 공화국, 페루, 온두라스, 파라과이, 니카라과, 콜롬비아, 에콰도르, 미국, 수리남, 아르헨티나, 우루과이, 앤티가바부다, 세인트키츠네비스, 그레나다, 도미니카 연방, 멕시코                                                     |
| 아시아&오세아니아 | 31                        | 일본, 태국, 캄보디아, 바누아투, 베트남, 네팔, 중국, 솔로몬제도, 라오스, 몰디브, 몽골, 파키스탄, 마셜, 인도, 피지, 브루나이, 동티모르, 사모아, 파푸아뉴기니, 투발루, 스리랑카, 싱가포르, 팔라우, 방글라데시, 인도네시아, 나우루, 키리바시, 통가, 말레이시아, 호주, 필리핀 |
| 아프리카          | 26                        | 리비아, 이집트, 세이셸, 코트디부아르, 알제리, 앙골라, 튀니지, 가나, 나이지리아, 모리타니, 탄자니아, 말리, 세네갈, 부르키나파소, 가봉, 케냐, 콩고민주공화국, 수단, 우간다, 중앙아프리카공화국, 기니, 에리트레아, 르완다, 코모로                                           |
| 중동              | 6                         | 사우디아라비아, 예멘, 오만, UAE, 카타르, 이스라엘 |
| 국제 기구         | 10                        | OECD, IPCC, PEMSEA, CBD 사무국, UN, IOC, GEF, FAO, WFP, IMO |
| 계                | 105개 국가, 10개 국제기구 | 105개 국가, 10개 국제기구 |

## 개최

### 1차 유치 시도 (2010년세계박람회)
1996년 1월 9일 국무총리 주재로 제1회 해양개발위원회를 열고 '해양개발기본계획(안)'을 심의 통과하였는데 이날 발표된 8대 시책중 '해양엑스포 개최 검토'가 처음으로 포함되면서 엑스포에 대한 유치 시도가 시작되었다. 같은해 9월 전라남도는 해양을 주제로 2010년에 엑스포를 개최할 수 있도록 국가정책으로 채택해달라는 의견을 전달하였고, 1997년 5월 광양시에서 열린 '제2회 바다의 날' 행사에서 김영삼대통령은 '2010년 해양엑스포를 전남에 유치하겠다'고 공식적으로 선언하게 되면서 가시화 되게된다. 1997년 9월 전라남도는 '2010 해양엑스포 개최 기본구상안'을 정부에 제출하였는데, '2010년 5월부터 10월까지 해양을 주제로 하는 등록박람회를 개최한다'라는 내용을 골자로 하였다. 해양수산부는 이를 토대로 7개 항목별로 가중치를 부여해 최고 점수를 획득한 지역을 후보지로 결정하겠다는 방침을 정했다. 여수시, 완도군, 목포시, 신안군이 유치를 위해 나섰는데 각 지자체는 경제적, 문화적 타당성을 기반을 유치활동을 전개하였다. 1999년 3월 전남 3개 지역에 대한 심사결과를 발표하였고, 2010년 해양 엑스포 개최 후보지는 여수시로 결정된다.
정부는 1999년 6월 14일 국무회의에서 '2010년 세계해양엑스포' 개최 및 유치추진 계획안을 의결하였고, 공식명칭을 '2010년 세계해양엑스포'에서 '2010년 세계박람회'로 변경하였다. 2000년 5월 세계박람회 기본계획 II 가 새로 마련되었고, 개최후보지는 여수시의 신항지구로 바뀌게 되었다. 2001년 5월 2일 국무총리 명의로 '2010년 세계박람회 유치신청서'를 BIE에 제출하였고 역대 최고의 유치 경쟁률을 기록하면서 유치전이 시작되었다. 2002년 3월 BIE 실사단이 여수를 방문해 실사를 진행하였으나 같은해 12월 모나코에서 열린 제132차 BIE 총회해서 2010년 세계박람회는 중국 상하이로 결정되면서 유치에 실패하게 된다.

### 2차 유치 시도 (2012년 세계박람회)
2002년 12월 9일 전라남도와 여수시는 '2010년 세계박람회 유치 실패에 따른 전남동부권 현안 사업'을 정부에 건의한다. 엑스포 유치 실패로 인한 지역의 패배의식을 빠르게 극복하기 위해서는 빠른 재도전과 개최가 필요하다는 의견이 설득력을 얻게 되었고, 최초 2015년 등록박람회 유치를 희망했지만 이미 2005년에 일본 아이치에서, 2010년 중국 상하이에서 박람회가 개최되어 동아시아 연속 개최에 대한 부정적인 의견이 있었기에 2010년으로 변경하였다. 2002년 12월 14일 여수에서 '2012 세계박람회 범시민추진위원회'가 발족되었고, 12월 26일 노무현 대통령 당선자와 김대중 대통령에게 유치 재추진을 건의하였다. 2003년 2월 16일 전라남도는 2012년 인정박람회 여수 유치를 공식 발표하면서 재도전의 기틀을 마련하였다. 2004년 3월 24일 이헌재 재정경제부 겸 부총리는 '2012년 세계박람회 여수 유치를 국가사업으로 추진할 의사가 있다'고 전해 처음으로 공식화되었으며, 같은해 12월 14일 국무회의에서 '2012년 세계박람회 여수 유치'를 국가 계획으로 확정하면서 재도전이 공식화되었다. 정부는 2005년 3월 관계부처 합동으로 유치추진기획단을 설치, 운영하였으며 같은해 12월 제138차 BIE 총회에서 2012년 세계박람회의 여수 유치 의사를 공식 선언하였다. 2006년 2월 해양수산부는 부지조성사업에 대한 협약을 체결하여 개최지역의 전시관 조성공사를 2009년까지 완료한다는 계획을 세웠으며 이는 한국의 유치 의사를 전 세계에 전달하기 위해서였다.
2005년 5월 22일 정부는 BIE 본부에 공식 유치 신청서를 제출하였고, 2006년 5월 '2012여수세계박람회 유치위원회'가 결성되었다. 유치위원회는 사절단등을 통해 총 55개 국가에 유치전을 펼쳤다. 2007년 9월 13일에는 제2차 여수세계박람회 국제심포지엄이 개최되어 앨빈 토플러, 무하마드 유누스 그라민뱅크 총재 등 세계의 석학의 참석으로 지구촌의 화제로 떠오르기도 했다. 마침내 2007년 11월 27일 제142차 BIE총회에서 여수를 '2012년 세계박람회'개최 지역으로 선정되는 쾌거를 얻게 된다.

## 마스코트와 심볼

### 마스코트
여수세계박람회의 마스코트인 ‘여니와수니’는 어류의 먹이자원이며 바다와 연안을 지켜주는 생명의 근원인 해양생물(플랑크톤)을 모티브로 바다의 아름다운 빛깔을 마스코트의 머리 색에 담았으며, 특히 짙은 푸른색은 심해의 무한한 자원을 표현했다. 또한 머리부분의 촉수는 해양생물의 촉수로 박람회를 찾은 모든이들과 교감하고 대화할 수 있도록 다양한 모양으로 변화가 가능한 형태로 표현하였다. ‘여니와수니’는 '여'와 '수'를 사용해 엑스포 개최지의 인지도를 높이는 동시에 ‘여니’는 ‘연다’는 이미지로 2012여수세계박람회의 성공적인 개최를 알리며 ‘수니’는 ‘물’,‘우수한’,‘여성’의 이미지로 해양박람회의 상징뿐만 아니라 우수하고 수준 높은 박람회를 표현하였다.
여니(Yeony)
성별: 남
색깔:      파란색
수니(Suny)
성별: 여
색깔:      주황색

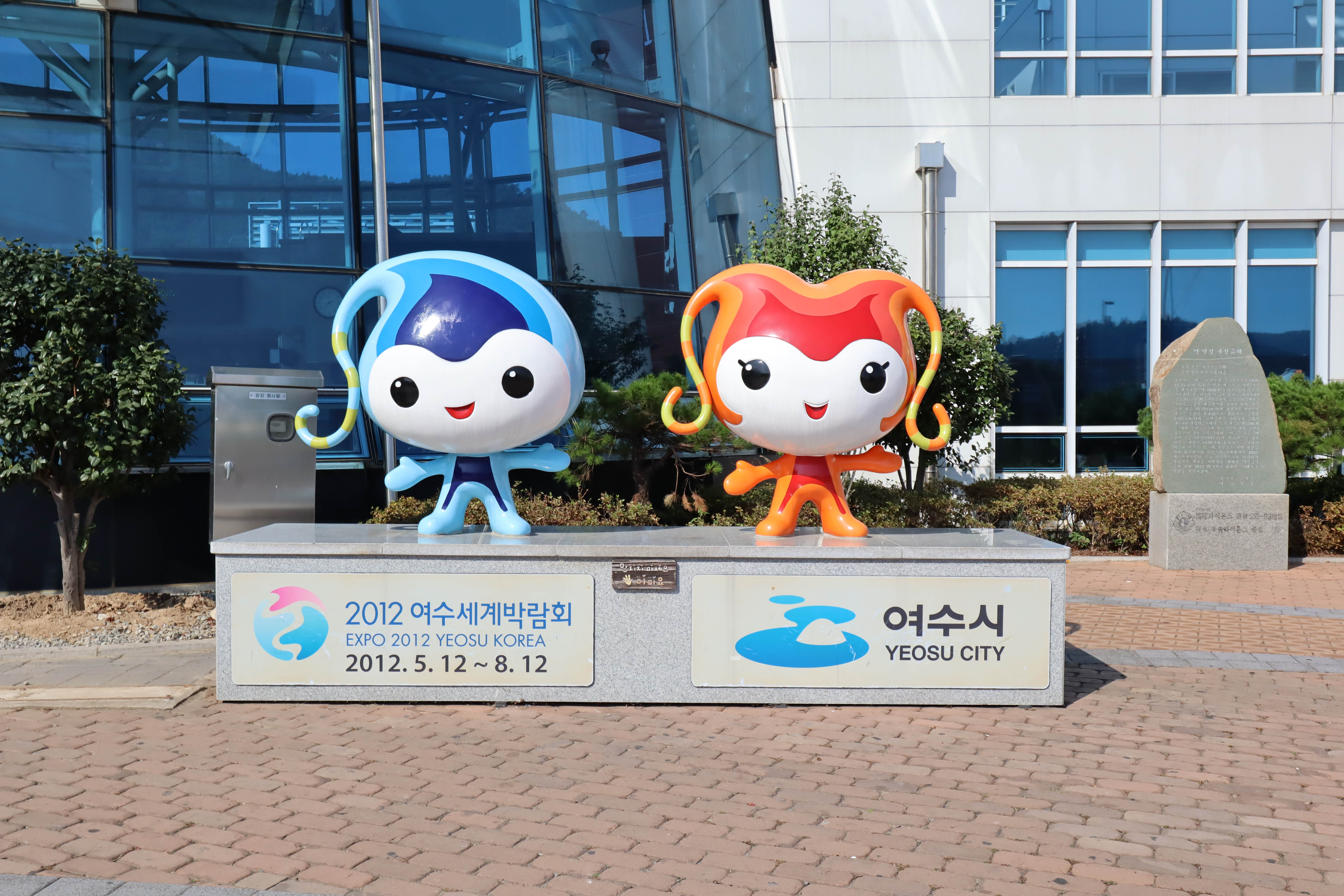
여수엑스포역에 설치된 마스코트 조형물

### 심볼
심볼 마크는 여수세계박람회의 이미지를 대표하는 상징체로서 EI(Expo identity)시스템의 핵심요소이다. 새롭게 개발된 2012 여수세계박람회 심볼마크는 유기적인 형태(빨강은 생태계, 파랑은 바다, 초록은 환경을 의미함)을 단순하게 추상화하여, 2012 여수세계박람회의 주제인 '살아있는 바다와 연안'을 상징화하였다. 또한 전체적인 원의 모양은 지구를 의미하여 그 안에 속한 동적인 3개의 모티브를 통하여 지구의 미래지향적인 의미를 나타냈다.

## 개최지 결정 과정
- 제142차 BIE 총회에서 BIE회원국을 대상으로한 투표를 통해 진행하여 결정하였다.
  - 총회 시간 및 장소: 2007년 11월 26일 19:00 프랑스 파리 총회 (한국시간 11월 27일 3:00)
  - 경쟁국: 대한민국(여수), 모로코(탕헤르), 폴란드(브로츠와프)

- 개최지 결정 방법
  - 1차: 2/3이상 득표국
  - 2차: 1차 투표시 최소득표국 탈락. 다득표국

- 투표 결과

| 신청 도시  | 국가     | 1차 투표 | 2차 투표 |
| 여수       | 대한민국 | 68       | 77       |
| 탕헤르     | 모로코   | 59       | 63       |
| 브로츠와프 | 폴란드   | 13       |          |

- 2차 투표에서 77표를 받은 한국의 여수가 다득표국으로 63표를 받은 모로코의 탕헤르를 제치고 2012년 세계박람회 개최지가 되었다.

## 전시관

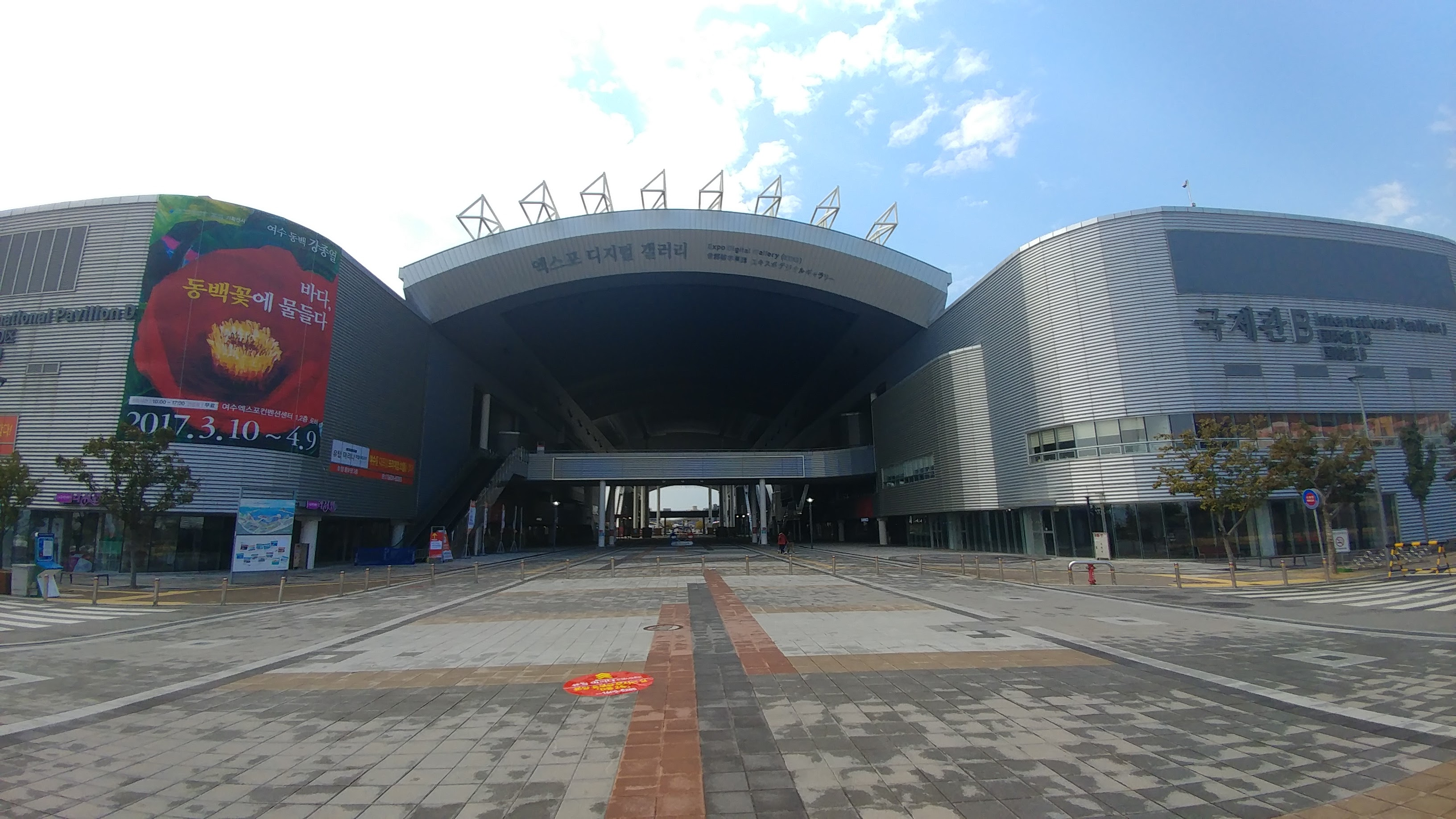
여수 엑스포 국제관 입구

### 한국관
총 1개의 건물에서 연면적 5,309m2에 1,800여 m2를 전시 공간으로 활용하였다. 한국관의 주제는 ‘한국인의 바다정신과 해양역량’으로, 디오라마와 돔 영상을 사용하였다.

### 국제관
여수세계박람회의 가장중심에 있는 박물관으로 총 4개의 건물과 그 사이를 이어주는 연결브릿지를 통해 대서양 공동관, 태평양 공동관, 인도양 공동관과 46개국의 전시관으로 구성되었다.
그 중 전시관 D관에는 중국관 미국관 일본관 등 주요 국가들이 밀집되어있어 엑스포에서 가장 관람객을 많이 모은 전시관으로 꼽히고 있다

### 주제관
총 1개의 건물에서 연면적 6,000m2에 1,800여 m2를 전시 공간으로 활용하였다. 주제관의 주제는 ‘해양가치와 미래비전’으로, 학술행사와 퍼포먼스를 포함한 전시관으로 구성되었다. 해양베스트관이라고도 불린다.

### 엑스포디지털갤러리
국제관의 각 건물을 연결하는 LED 스크린 천장으로, 길이는 218.24m에 너비 30.72m이며, 해상도는 6,820 x 960픽셀 (654만 화소)이다.

### 빅오
빅오(Big-O)는 거대한 바다(Big Ocean)에서 유래한 단어로서, 수변의 해양공원이다. 해상분수와 스크린을 이용한 빅오쇼(Big-O Show)가 열리는 행사 공간이다.

## 같이 보기
- 세계 박람회
- 여수세계박람회정부지원위원회